# Torquato Tasso (Donizetti)
Torquato Tasso és una òpera en tres actes de Gaetano Donizetti, sobre un llibret de Jacopo Ferretti, estrenada el 9 de setembre de 1833 al Teatre Valle de Roma.

## Context
L'obra està lliurement basada en la vida del poeta Torquato Tasso, amb persones de l'entorn real del poeta. En l'òpera, Torquato Tasso passa set anys a la presó de Ferrara, i en la vida real el poeta va passar aquest set anys (1579-1586) reclòs a l'Hospital de Santa Anna per ordre del duc Alfons, contra qui el poeta havia pronunciat públiques invectives. La irascibilitat del veritable poeta, un tret característic de la seva personalitat, es troba recollida a l'òpera quan Torquato ataca Roberto Geraldini.
Quan Donizetti va començar a compondre la música pensava en escriure el rol del poeta protagonista en la tessitura de tenor, pensant en el tenor Rubini, però donada la llarga estada d'aquest tenor fora d'Itàlia es va veure obligat a canviar-ho a baríton, per tal que ho estrenés Giorgio Ronconi, amb qui havia treballat ja en altres produccions, com ara el personatge Cardenio de l'òpera Il furioso all'isola di San Domingo, estrenada el gener del mateix any.
Torquato Tasso pertany al gènere d'òpera semiseria, amb elements de tragèdia i de comèdia, associats els còmics normalment a la interpretació d'un baix buffo. L'obra va ser pensada per a la seva estrena al Teare Valle de Roma, on aquest gènere era molt popular. El paper del baix buffo és en aquesta òpera el del personatge Don Gherardo.
El 2 d'agost de 1835 es va interpretar l'òpera al Teatre Príncep de Madrid. No consten interpretacions a Catalunya de l'òpera completa.
Després de molts anys d'oblit, l'obra va tenir una reestrena a Savona el 1985, amb Simone Alaimo (Torquato), Luciana Serra (Eleonora) i Ernesto Palacio (Roberto). La soprano Montserrat Caballé va enregistrar en disc l'ària més famosa de la protagonista de l'obra, Fatal Goffredo!.

## Personatges
| Personatge                                | Tessitura    | Intèrpret (Director: Giacomo Orzelli) |
| ----------------------------------------- | ------------ | ------------------------------------- |
| Alfonso II d'Este, Duc de Ferrara         | baix         | Antonio Rinaldi                       |
| Eleonora d'Este, filla del Duc de Ferrara | soprano      | Adelina Spech                         |
| Eleonora, comtessa de Scandiano           | mezzosoprano | Angiolina Carocci                     |
| Torquato Tasso, poeta                     | baríton      | Giorgio Ronconi                       |
| Roberto Geraldini, secretari del Duc      | tenor        | Antonio Poggi                         |
| Don Gherardo, cortesà del Duc             | baix-baríton | Ferdinando Lauretti                   |
| Ambrogio, servent de Torquato             | tenor        | Luigi Garofolo                        |

## Argument[3]

### Acte I
Palau de Ferrara, any 1579.
Els cavallers cortesans, representats per cor, i Don Gherardo comenten els amors de Torquato Tasso per una dona que es diu Eleonora, però a la cort n'hi ha dues: Eleonora d'Este i Eleonora de Scandiano. Gherardo pregunta a Ambrogio, qui entra a escena, quina de les dues podria ser l'estimada, però Ambrogio no ho sap del cert.
Roberto Geraldini, secretari del Duc, enveja la fama de Torquato Tasso. Decideix venjar-se, fingint-se amic del poeta. Torquato es refia d'ell, i li lliura les claus de l'escriptori on conserva els seus apunts, amb les odes dedicades a la comtessa Eleonora, germana del Duc, la qual és a punt de casar-se amb el senyor de Màntua. Roberto s'assegura que les odes acabin en les mans del xafarder Don Gherardo, que les lliura al Duc.
Torquato llegieix alguns dels versos de la seva Jerusalem alliberada a la seva estimada Eleonora, i ella s'enamora de seguida del poeta. Mentrestant, Torquato s'adona del què ha fet Roberto i es llança sobre ell, però és aturat pel Duc, que convida a tots els presents a una festa al jardí Belriguardo.

### Acte II
Vil·la ducal de Belriguardo, mateix any.
Per complicar l'assumpte, la comtessa de Scandiano es diu també Eleanora i, creient que els versos van dirigits a ella, se sent sobtadament enamorada de Torquato. Mentrestant, Eleanora espera poder declarar a Torquato el seu amor. Torquato en canvi la va rebutja i en un esclat de violència s'abalança sobre ella. El Duc, assabentat del que passa, ordena la detenció de Torquato, com a malalt mental.

### Acte III
Presó de Ferrara, any 1586.
Set anys més tard, Torquato espera el dia de la llibertat. Arriben als cortesans del Duc que li comuniquen el seu alliberament i li duen que serà proclamat "El més gran poeta" a Campidoglio. Torquato desitja veure la seva estimada, però s'assabenta que Eleanora és morta.

## Estructura musical
- Simfonia

### Acte I
- N. 1 - Introducció i cavatina de Gherardo Due rivali, in invidioso - Fra tutti questi punti (Cor, Gherardo, Ambrogio)
- N. 2 - Duet Torquato i Geraldini In un'estasi, che uguale (Torquato, Geraldini, Ambrogio)
- N. 3 - Cavatina d'Eleonora Io l'udia ne' suoi bei carmi
- N. 4 - Duet de Torquato i Eleonora Colei Sofronia, Olindo egli si appella
- N. 5 - Final I: Alma ingrata! Traditore! (Torquato, Geraldini, Scandiano, Eleonora, Gherardo, Cor, Duca)

### Acte II
- N. 6 - Introducció Ma lo scrigno di Torquato (Cor)
- N. 7 - Ària de Gherardo Don Gherardo! Il vaticinio (Cor, Gherardo)
- N. 8 - Duet Eleonora i Geraldini Quando alla notte bruna
- N. 9 - Finale II: Notte che stendi attorno (Torquato, Gherardo, Eleonora, Geraldini, Duca, Cor, Scandiano)

### Acte III
- N. 10 - Ària de Torquato Perché dell'aure in sen (Torquato, Coro)

## Discografia
| Any  | Rol (Torquato Tasso, Eleonora d'Este, Roberto, Don Gherardo)    | Director, Orquestra i Cor | Segell                            |
| ---- | --------------------------------------------------------------- | --- | --------------------------------- |
| 1974 | Christian du Plessis, Janet Price, Bruce Brewer, Andrea Snarski | Kenneth Montgomery, Orquestra i Cor Opera Rara (enregistrat al Collegiate Theatre de Londres al Camden Festival, 27 febrer, 1-2 març) | Audio CD: Celestial Audio CA 247  |
| 1985 | Simone Alaimo, Luciana Serra, Ernesto Palacio, Roberto Coviello | Massimo De Bernart Orquestra i Cor del Teatro Comunale de Gènova                                                                      | Audio CD: Bongiovanni GB 2028/0-2 |